# Station Kaldenkirchen
Station Kaldenkirchen (Duits: Bahnhof Kaldenkirchen) is een station in Kaldenkerken, een plaats in de gemeente Nettetal in de Duitse deelstaat Noordrijn-Westfalen. Het station ligt aan de lijn Viersen - Venlo. Voorheen lag het ook aan de lijn Kempen - Kaldenkerken.
Eerder waren er doorgaande treinen vanuit Den Haag via Venlo naar Keulen. Die stopten hier ook, mede ten behoeve van de paspoortcontrole aan de grens.

## Treindienst
| Serie       | Treinsoort                  | Route                                                                                               | Bijzonderheden      |
| ----------- | --------------------------- | --------------------------------------------------------------------------------------------------- | ------------------- |
| 20050 RE 13 | Regional-Express (Eurobahn) | Venlo – Mönchengladbach Hbf – Neuss Hbf – Düsseldorf Hbf – Wuppertal Hbf – Hagen Hbf – Hamm (Westf) | Maas-Wupper-Express |

0: Viersen ·
5: Dülken ·
10: Boisheim ·
13: Breyell ·
18: Kaldenkirchen ·
21: Venlo